# スクリーニング (医学)
医学においてスクリーニング（英: screening）とは、無症状の集団を対象に検査を行い、目標とする疾病の罹患者や発症が予測される患者をふるい分けることを指す。

## 概要
スクリーニングを実施すると、診断のために追加の精密検査を受けた方が良いかが分かり、早期治療や、根拠に基づく意思決定を行うための判断材料を提供することができる。導入の原則として、早期発見が早期治療につながるという根拠があり、検出された疾病の確定診断法・治療法が確立されている必要がある。
すべての検査が、有益であるわけではなく、「過剰診断や偽陽性による不必要な検査、治療による健康リスク、不要な心理的ストレス（過剰医療）」「偽陰性による誤った安心感を与え、必要な医療が行われない（過少医療）」などがスクリーニングの潜在的な悪影響である。
有益な検診においても過剰診断等の不利益は一定の割合で生じるが、乳がんや子宮頸がん検診、便潜血検査を用いた大腸癌検査などは、不利益を利益が上回るため公的に推奨されている。しかし、メタボ健診や福島県で行われている甲状腺がん検診など、効果が検証されないまま続けられる例もある。医療機関が自費診療で、有効性が証明されていないPSA以外の腫瘍マーカーやリキッドバイオプシー（線虫検査などの体液生検）を用いた高価ながん検査を行う事例もある。
2022年、「国民皆歯科検診」が検討されるが、行政主導でスクリーニング検査の体制がいったん作られると中止することは難しく、効果を検証し、利益が害を上回らない場合には中止できる仕組みをあらかじめ作ることが求められる。

## 導入の原則
スクリーニングは診断を目的にしたものではなく、検査でふるい分けられた対象者に、より精緻な二次検査・診断と治療を提供したり、根拠に基づいた意思決定を行うための情報を提供をするものである。
検査で診断されると治療を中断するのは難しいため、医療関係者は検査の前に、検査のメリットとデメリットを正しく伝える役割がある。スクリーニングは、当事者やその家族の人生に大きな影響を与えうる介入のため、質の高い実施体制、モニタリング、および効果を検証し、利益が害を上回らない場合には撤退できる仕組みをあらかじめ作ることが必要である。
スクリーニングを実施するべきか、誰を対象とするか、疾病の種類や検診方法はどうするかについては、科学的根拠と社会的価値観を踏まえ、個別の事情に合わせて判断しなければならない。

### Wilson and Jungner基準
1968年、世界保健機関 (WHO) はさまざまなスクリーニングが明瞭な根拠や原則なしに普及することを懸念し、スクリーニングの原則と実践に関するガイドライン「Wilson and Jungner基準」を発表した。患者がスクリーニングを要求する時は、スクリーニングに価値があるという信念に基づいているからであり、もしスクリーニングに利益以上に害があると判断される場合は、これを知らしめるのは医療従事者の役割であるとする。この原則は医学的スクリーニングの基本的な国際基準として、現在も広く適用されている。

スクリーニングのWilson and Jungner基準
- 1 その疾病は、重要な健康問題でなければならない
- 2 疾病に対して治療が必要である
- 3 診断と治療のための施設が利用可能でなければならない
- 4 疾病の潜伏期がある
- 5 その疾病に対して適切な検査や試験方法がある
- 6 その検査は住民に受け入れられるものでなければならない
- 7 疾病の潜伏期や発症してからの期間を含んだ自然経過が十分に理解されている
- 8 誰を治療するかについて、合意された方針がある
- 9 症例を発見するための総費用は、医療費全体との関係で経済的に均衡のとれたものでなければならない
- 10 症例発見は「一期一会」ではなく、継続的なプロセスであるべきである

1968年のウィルソン基準の後、40年にわたって基準のブラッシュアップが行われてきた。そして、40年後の2008年、新しいゲノム技術の出現に伴い、WHOはこれらを新たな理解のもとに以下のように統合・修正した。

過去40年間に提案された新しいスクリーニング基準の統合
- スクリーニングプログラムは、認識された必要性に応えるべきである
- スクリーニングの目的は、当初から定義されなければならない
- 対象集団の定義が定められていることが必要である
- スクリーニングプログラムの有効性を示す科学的証拠があるべきである
- プログラムは、教育、検査、臨床サービス、プログラム管理を統合したものでなければならない
- スクリーニングの潜在的なリスクを最小化するためのメカニズムがあり、品質保証があるべきである
- プログラムは、情報に関する権利と守秘性、自律性の尊重を保証するものでなければならない
- プログラムは、対象者全員に対する公平性とスクリーニングを受ける機会を促進するものでなければならない。
- プログラムに対する評価は、事前に計画されていなければならない
- スクリーニングで得られる利益は、害を上回るべきである

## スクリーニングの様々なタイプ

### 対策型検診と任意型検診
「対策型検診」：集団全体の死亡率減少を目的として、一定の年齢範囲の住民など全員に公共政策として行う。有効性が確立した検診であり、利益が不利益を上回ることが基本条件となる。日本で行われている対策型検診のがん検診は、胃がん・大腸がん・肺がん・乳がん・子宮頸がんの5種である。

「任意型検診」：無症状の個人が自費で行う。人間ドックなど。
|              | 対策型がん検診（住民検診など） | 任意型がん検診（人間ドックなど ） |
| ------------ | --- | --- |
| 日本         | 胃がん 大腸がん 肺がん 乳がん 子宮頸がん | 種々 |
| 目的         | 対象集団全体の死亡率を下げる | 個人の死亡リスクを下げる |
| 検診提供者   | 市区町村 | 特定されない |
| 検診対象者   | 検診対象として特定された集団構成員の全員(一定の年齢範囲の住民など) ただし、無症状であること。症状があり、診療の対象となる者は該当しない              | 定義されない。ただし、無症状であること。症状があり、診療の対象となる者は該当しない                                                                                 |
| 検診費用     | 無料、あるいは一部小額の自己負担が設定される | 全額自己負担。ただし健保組合などで一定の補助を行っている場合もある。                                                                                               |
| 提供体制     | 公共性を重視し、個人の負担を可能な限り軽減した上で、受診対象者に等しく受診機会があることが基本となる                                                 | 提供者の方針や利益を優先して、医療サービスが提供される |
| 受診勧奨方法 | 当該がんの死亡率減少効果が確立している方法を実施する                                                                                                 | 一定の方法はない |
| 検診方法     | 当該がんの死亡率減少効果が確立している方法を実施する                                                                                                 | 当該がんの死亡率減少効果が確立している方法が選択されることが望ましい。ただし個人あるいは検診実施機関により、死亡率減少効果が明確ではない方法が選択される場合がある |
| 利益と不利益 | 利益と不利益のバランスを考慮する。利益が不利益を上回り、不利益を最小化する                                                                           | 検診提供者が適切な情報を提供したうえで、個人のレベルで判断する |
| 受診の判断   | がん検診の必要性や利益・不利益について、広報等で十分情報提供が行われた上で、個人が判断する                                                           | がん検診の限界や利益・不利益について、文書や口頭で十分説明を受けた上で、個人が判断する。                                                                           |
| 感度・特異度 | 特異度が重視され、不利益を最小化することが重視されることから、最も感度の高い検診方法が必ずしも選ばれない                                             | 最も感度の高い検査が優先されがりであることから、特異度が重視されず、不利益を最小化することが困難である                                                             |
| 精度管理     | がん登録を利用するなど、追跡調査も含め、一定の基準やシステムのもとに、継続して行われる                                                               | 一定の基準やシステムはなく、提供者の裁量に委ねられている |
| 具体例       | 健康増進事業による市区町村の住民対象のがん検診(特定の検診施設や検診車による集団方式と、検診実施主体が認定した個別の医療機関で実施する個別方式がある) | 検診機関や医療機関で行う人間ドックや総合健診、保険者が福利厚生を目的として提供する人間ドック                                                                       |

### スクリーニングとモニタリング
「スクリーニング」：無症状の集団を対象に検査を行い、目標とする疾病の罹患者や発症が予測される患者をふるい分ける。

「モニタリング」：リスクの高い無症状の個人を対象に、長期の健康状態を観察する。対象者の募集を積極的に行なわず、検査を受けるかどうかや、検査方法を決める際に、個別に医療機関と話し合いを行う。よりリスクの高い個人向けの選択的活動であり、検査と異常が見られた場合の精密検査を受けるか否か、さらにその方法を選ぶことができる。
| 特徴             | スクリーニングプログラム                                                       | モニタリングプログラム                                                                                         |
| ---------------- | ------------------------------------------------------------------------------ | --- |
| 目的             | 無症状の人の疾病の早期発見                                                     | 無症状の人の疾病の早期発見                                                                                     |
| 目標             | 公衆衛生上の利益が不利益を上回る条件で、死亡率を抑え、できれば罹患率をおさえる | よりリスクの高い個人が、十分な説明を基に、自分にとって利益が不利益を上回るか自分で判断し、決定できるようにする |
| 受診者募集方法   | 積極的な募集                                                                   | 消極的な募集                                                                                                   |
| 受診者募集の目的 | スクリーニングプログラムの有効性確保のために、高い受診率を達成すること         | 家族と臨床医との間で共有される意思決定                                                                         |
| 受診者           | 質の高い科学的根拠に基づいて定義される対象集団                                 | 共有型意思決定プロセスを経て、受診を希望する人                                                                 |
| プロセス         | 治療と結びつけた呼び出しの仕組みをもつスクリーニング手順                       | 治療と結びつけた呼び出しの仕組みをもつスクリーニング手順                                                       |
| 有効性の根拠     | 乳がん、子宮頸がん、大腸がんについては確立されている                           | なし |

2018年、IARCは、このスクリーニングプログラムとモニタリングプログラムの特徴が記載された「原子力事故後の甲状腺健康モニタリングについてのレポート」を公表し、原子力事故後の甲状腺健康モニタリングの長期戦略に関して二つの提言を行った。
```
国際がん研究機関（IARC）専門家グループの提言
提言1：原子力事故後に、特定地域の全住民を対象とした甲状腺スクリーニング検査は推奨しない
[
34
]
。
提言2：原子力事故後に、「リスクが高い個人（胎児期、小児期または思春期に100 - 500ミリシーベルト以上の甲状腺線量を被ばくした人）」に対しては長期の「甲状腺モニタリングプログラム」を検討すること
[
35
]
[
36
]
。
```

2020年、国連の放射線専門部会である「原子放射線の影響に関する国連科学委員会（UNSCEAR）」は、福島では甲状腺被ばく線量が、最大でも100ミリグレイ(100ミリシーベルト)よりもかなり低く、福島県全体の成人では平均 5.5ミリシーベルト以下であったとしている。この数値は、がんで亡くなる人が明らかに増加するとされる 100ミリシーベルトを大きく下回り、福島第一原子力発電所事故に起因する被ばくによって将来、健康影響が確認される可能性は低いと評価している。

### マス・スクリーニング
リスク因子のあるなしに関わらず、全員に対し行われるスクリーニング。例えば新生児マススクリーニングは国内で生まれた新生児全員に対するスクリーニングを目標としている。

### マルチプル（多相）・スクリーニング
一度の機会に複数の検査を行う。例えば、会社や学校の健康診断や集団検診など。

### ハイリスクまたは選択的・スクリーニング
特定のリスクが疑われる集団に対して一度だけ行われるスクリーニング。例えば感染症の流行があった地域の住民検診や、2015年のエボラ出血熱の際の発生国における出国スクリーニングなど。

### ターゲット・スクリーニング
特定のリスク因子をもつ集団に対し一度限りではなく定期的に行われるスクリーニング。例えば、炭鉱労働者に対する定期的な肺検診など。

### 日和見（opportunistic）スクリーニング
他の目的で相談しに来た患者に対し行われる限定的なスクリーニング。例えば、2001年から2003年にかけてイギリスで行われた65歳以上の来院患者(約1万5千名）を対象に行われた無作為化比較対照試験(RCT)では、異常のあるなしに関わらず規則的に心電図検査を行う「システマティック・スクリーニング」と、脈診で異常があったときのみ日和見的に心電図検査を行う「日和見スクリーニング」とが比較対照的に検討された。

## スクリーニングの不利益、限界
「過剰診断や偽陽性による不必要な検査と、治療による健康リスクと、不要な心理的ストレス（過剰医療）」「偽陰性による誤った安心感を与え、必要な医療が行われない（過少医療）」などがスクリーニングの潜在的な悪影響である。
- 2015年にスタンフォード大学医学部予防研究センターが、多くの特定疾患スクリーニングは死亡率を下げるのにほとんど効果がないか、または全くないとする研究を発表した[45][46]。
- 2000年に英国全国スクリーニング委員会は、「スクリーニングに関する情報は、個人に対して参加するかどうかのインフォームド・チョイス（情報を与えた上での選択）を与える目的がある」とした。それ以前には、人々にスクリーニングの情報を与える意味は、スクリーニングの利益と安全性について過剰な期待を抱かせる情報で参加者を増やそうとするものであり、個人の自律性という重要な倫理原則を無視していた。スクリーニングの害や限界についての情報を与えないことは、情報を受けなかった人々に害を与えることになる[26][47]。

### 過剰診断
生涯にわたり何の害も及ぼさない、治療の必要のなかった病変を見つけて、治療を要するものと診断してしまうことを過剰診断と呼ぶ。過剰診断の問題は、患者が他の原因で治療せずに死亡しない限り、診断時に無害な病変と致命的な病変を区別できないことである。そのため、ほとんどすべての患者が治療を受ける傾向があり、いわゆる過剰治療につながる。
検診を受け、無症状のまま予防的に治療を受けた人は、そのおかげで命が助かったと考える傾向にあり、医師も検診のおかげで患者を助けたと考えることが多い。これをポピュラリティーパラドックスという。
日本における過剰診断で有名なのは、神経芽細胞腫の新生児スクリーニングであり、専門家たちが過剰診断を認めないことにより中止まで30年以上の時間を必要とした
。
過剰診断のもう一つの例は甲状腺がんである。超音波によるスクリーニングの導入により、米国では1975年から2009年の間に甲状腺がんによる死亡率は変わらなかったが、発生率は3倍になった。韓国では、1993年から2011年にかけて発生率が15倍に増加し、甲状腺がん発生率の世界最大の増加となったが、死亡率は変わらなかった。福島県で2011年から行われている甲状腺がん検診についても、死亡率を減らすという利益が確認されておらず、複数の国際機関が「甲状腺のスクリーニングは推奨しない」との見解を発表している。

### リード・タイム・バイアス

早期発見により、疾患による寿命は変わらなくても、見かけ上の生存期間が延長される

リードタイムとは、病気を発見した時点から症状が出る時点までの期間である。早期発見により、リードタイムの分だけ見かけ上の生存期間が延びることをリード・タイム・バイアス（Lead time bias）と言う。5年生存率は診断から5年経過後に生存している患者の比率を示すが、ある癌で90歳で死ぬと仮定したグループにおいて、86歳で発見されると5年生存率は0%であり、84歳で発見されると5年生存率は100%となる。死亡率は変わらないにもかかわらず、見かけ上の生存率は劇的に変化する。
また、早期発見は見かけ上の生存期間を伸ばすが、これはがんであることに気がついている、患者として生きる期間が延長されるということでもある。

### レングス・タイム・バイアス

スクリーニングでは進行が遅いがんが見つかりやすいため、生存期間を延長するように誤認する。青（スクリーニングで見つかった癌）、黒（スクリーニングで見つからなかった癌）

レングスタイムとは、検査による発見が可能な時点から症状が出るまでの期間であり、進行の遅いがんはレングスタイムが長い。
スクリーニングは、進行の遅いがんを検出し（長期間にわたって発見されるため）、進行の早いがんを見逃す傾向がある（例えば、2週間で大きく成長するがんは1年毎の検診では発見できない）。スクリーニングでは、もともと進行の遅い予後の良いがんがより多く発見されるため、がん検診が生存期間を延長するように誤認する。これを レングス・タイム・バイアス（Length time bias）と言う。

### 自己選択バイアス
スクリーニングに参加する人は、参加しない人に比べて健康意識が高かったり、特定の曝露を受けたり、何らかの自覚症状がある人が多い。乳がんの家族歴のある女性などリスクが高い人が受けることが多い場合、スクリーニングされた集団の罹患率が、ランダムな一般的サンプルよりも高くなることがある。

#### 健康的なスクリーニング効果
健康で裕福で、長寿の両親を持つ非喫煙者は、健康や社会問題を抱えている低所得者よりもスクリーニングを受ける機会が高い。そのため、スクリーニングに参加する人は参加しない人よりもがん発生やがん死亡やそのほかの病気も少ない傾向があり、健康的なスクリーニング効果（healthy screenee bias）と呼ばれる。

### ランダム化比較試験（RCT)
選択バイアスを最小限に抑える最善の方法は、ランダム化比較試験を使用することである。サンプルを選択する方法、除外基準、無作為化、完全なフォローアップ、診断、死亡原因を二重盲検法で確認するなどでバイアスを減らすことができる。

## スクリーニングによる診断と治療
がん検診をきっかけにがんと診断され、治療を受けた人は、下記のいずれかに該当するとしている。
1. 「過剰診断・過剰治療」：そのまま放置していたとしても、一生悪さをすることがなかった（がんと診断されることもなかった）はずの病気を見つけて治療してしまった。
2. 「恩恵の小さい早期発見・早期治療」：今回検診を受けなかったとしても、別の機会にがんと診断され、そこから治療して根治が得られるような病気だったが、それを早く見つけて治療できた。
3. 「真の早期発見・早期治療」：検診で見つけ、適切な治療をしたおかげで、命が救われた。
4. 「偽の早期発見・早期治療」：今回治療したとしても、この病気のために命を落としてしまう[71]。

これらをスクリーニング効果ということもあり、また、初回の検診にのみ、検診以前のものまで多く発見することをハーベスト効果と表現する学者もいる。